# 波特梅斯岩
62°19′07″S 59°45′16″W / 62.31861°S 59.75444°W
波特梅斯岩是南極洲的岩群，位於羅伯特島西北面，屬於南設得蘭群島的一部分，長1.3公里、寬1公里，處於海伍德島以西3公里、羅戈曾島西北面2.9公里，現時由南極條約體系管理。

## 外部連結
- Composite Antarctic Gazetteer（页面存档备份，存于）.